# Горный массив

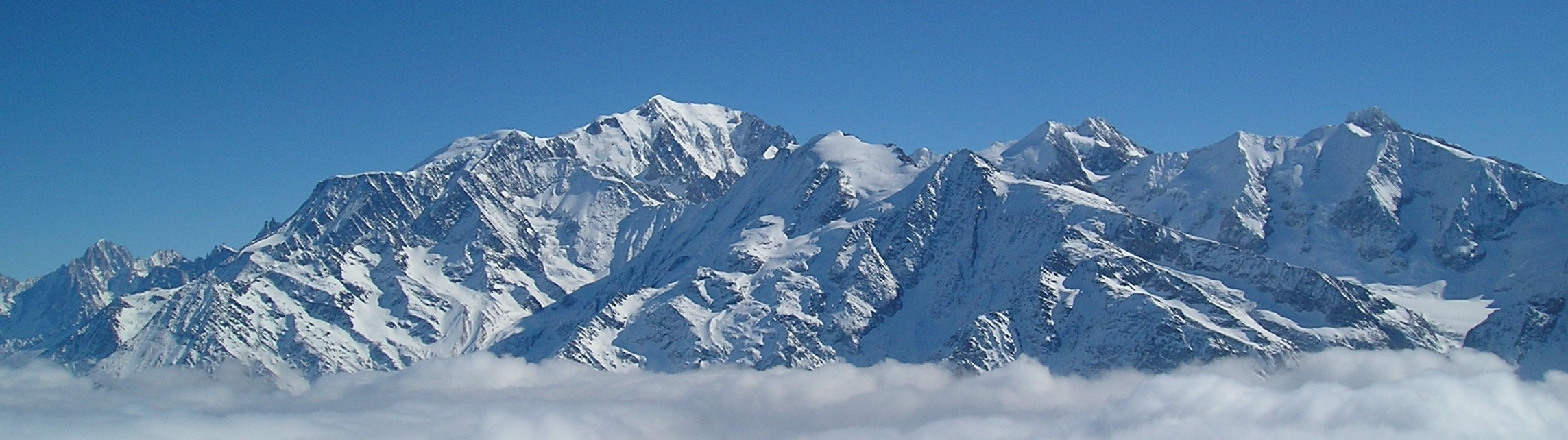
Массив Монблан, панорама со стороны зимнего спортивного курорта :fr:Les Contamines

Горный массив — участок горной системы, расположенный более или менее изолированно и имеющий примерно одинаковую протяжённость в длину и в ширину (например, массив Монблан в Альпах, Моголтау в Тянь-Шане).
Горные массивы представляют собой компактные горные возвышенности неправильных очертаний в плане. Они, как правило, слабо расчленены, имеют ярко выраженное морфологическое единство, от соседних хребтов горной системы отделены широкими и глубокими долинами. Горные массивы, сложенные породами, взаимодействующими с водой (карстующимися), называются карстовыми массивами.

## Некоторые примеры

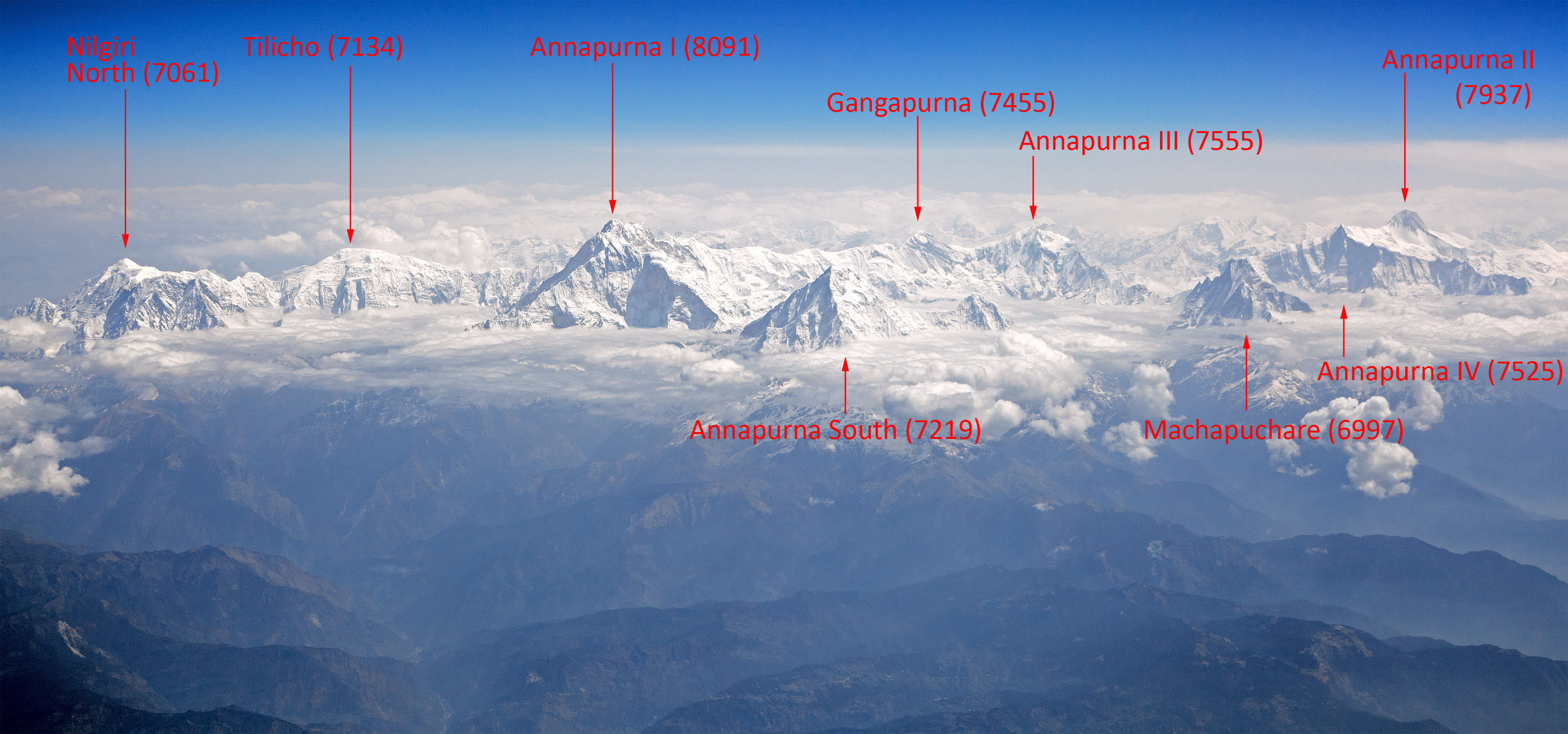
Горный массив Аннапурна, вид с самолёта

- Массив Монблан — горный массив, расположенный в Западных Альпах.
- Массив Винсон — самые высокие горы Антарктиды.
- Массив Таму — потухший подводный щитовой вулкан в северо-западной части Тихого океана.
- Массиф-дю-Зиама — горный массив в Гвинее.